# Carlos Sancha
Carlos Sancha (* 18. Januar 1983 in Wetzlar, Deutschland) ist ein deutscher Sänger.

## Leben
Der Sohn einer deutschen Mutter und eines spanischen Vaters zog 1989 mit seinen Eltern aus Deutschland nach Arizona in den USA, wo er seine Grundschulzeit verbrachte.
Nach der Rückkehr der Familie nach Deutschland begann er, sich das Gitarrespielen beizubringen und erste Gehversuche als Songwriter zu unternehmen.
Seine erste Band, in der er zudem die Position des Sängers bekleidete, gründete er 1998.
In den folgenden Jahren spielte Sancha mit verschiedenen semiprofessionellen Formationen, ehe er 2005 von dem deutschen Musikproduzenten und Songwriter Bob Arnz entdeckt wurde. Aus der daraus resultierenden Zusammenarbeit entstanden die Songs für Carlos Sanchas erstes Album.
Dank dieses von Bob Arnz produzierten Albums, erhielt Sancha Ende 2008 einen Plattenvertrag bei emi7music, einem gemeinsamen Label von EMI und MM Merchandising Media.
Die Debütsingle Feuer erschien am 20. März 2009 und erreichte in den deutschen Singlecharts vom 4. April 2009 Platz 97, das gleichnamige Album erschien am 22. Mai 2009.

## Band
Die Carlos Sancha Band setzt sich seit 2008 aus den Gitarristen Olli Singer und Jan Richter, dem Bassisten Pogo sowie dem Schlagzeuger Martin Gunkel zusammen.
Bei Konzerten wird die Band durch den Keyboarder Christoph Gunkel ergänzt.
Die Mehrheit der Bandmitglieder sind langjährige musikalische Weggefährten Sanchas.

## Diskografie
Studioalben
- 22. Mai 2009: Feuer

Singles
- 20. März 2009: Feuer (emi7music)
- 24. April 2009: Geh nicht